# Hendrik III van Vaudémont
Hendrik III van Vaudémont (overleden op 21 januari 1348) was van 1299 tot aan zijn dood graaf van Vaudémont. Hij behoorde tot het huis Lotharingen.

## Levensloop
Hendrik III was de zoon van graaf Hendrik II van Vaudémont en diens echtgenote Helisinde, dochter van heer Jan I van Vergy.
Na het overlijden van zijn vader werd hij in 1299 graaf van Vaudémont. Omdat hij toen nog minderjarig was, werd hij onder het regentschap geplaatst van heer Wouter V van Châtillon, die later met zijn moeder hertrouwde.
In 1305 raakte Hendrik III betrokken in een vete met hertog Theobald II van Lotharingen. Terwijl Hendrik de streek van Nancy verwoestte, verwoestte Theobald II als tegenreactie de heerlijkheden Réméreville en Pulligny. Als onderdeel van een vredesverdrag huwde Hendrik III in 1306 met Isabella (overleden in 1335), zus van hertog Theobald II van Lotharingen en dochter van hertog Ferry III van Lotharingen. In 1328 vocht Hendrik III aan de zijde van koning Filips VI van Frankrijk in de Slag bij Kassel. 
Tijdens zijn latere regeerperiode stelde Hendrik III zijn zoon Hendrik IV aan als mederegent. Omdat Hendrik IV in 1346 sneuvelde in de Slag bij Crécy, werd Hendrik III na zijn dood in 1348 als graaf van Vaudémont opgevolgd door zijn kleinzoon Hendrik van Joinville. Hij werd bijgezet in de Cordelierskerk van Nancy.

## Nakomelingen
Hendrik en zijn echtgenote Isabella kregen volgende kinderen:
- Hendrik IV (overleden in 1346), graaf van Vaudémont
- Margaretha (overleden in 1355), huwde in 1323 met heer Anselm van Joinville, maarschalk van Frankrijk